# Sebbe (film)
Sebbe är en svensk dramafilm som hade premiär i mars 2010. Filmen vann Guldbaggen för bästa svenska film vid Guldbaggegalan 2011.

## Rollista (urval)
- Sebastian Hiort af Ornäs - Sebbe
- Eva Melander - Eva, Sebbes mamma
- Kenny Wåhlbrink - Kenny
- Emil Kadeby - Emil
- Adrian Ringman - Adde
- Leo Salomon Ringart - Leo
- Åsa Bodin Karlsson - Kennys mamma
- Margret Andersson - lärarinnan
- Miran Kamala - Evas chef